# Javier Etxarri
Francisco Javier Etxarri Marín (Lecumberri, Navarra; 16 de agosto de 1986) es un ciclista profesional español. Debutó como profesional el año 2007, de la mano del equipo español Nicolás Mateos, que posteriormente pasaría a ser Contentpolis-AMPO.

## Palmarés
No ha logrado victorias como profesional.

## Resultados en Grandes Vueltas y Campeonato del Mundo
Durante su carrera deportiva ha conseguido los siguientes puestos en las Grandes Vueltas y en los Campeonatos del Mundo en carretera:
| Carrera         | 2007 | 2008 | 2009 |
| --------------- | ---- | ---- | ---- |
| Giro de Italia  | -    | -    | -    |
| Tour de Francia | -    | -    | -    |
| Vuelta a España | -    | -    | -    |
| Mundial en Ruta | -    | -    | -    |

-: No participa

## Equipos
- Nicolás Mateos (2007)
- Contentpolis-AMPO (2008-2009)